# Луго, Бернардо де
Луго, Бернардо де (исп. Bernardo de Lugo) (конец XVI века, Луго, Испания — середина XVII века, Санта-Фе, Нью-Мексико) — испанский лингвист, доминиканский священник, миссионер. Составил первый словарь и грамматику языка чибча-муисков.

## Биография
Родился в селении Луго, Испания. Точная дата рождения неизвестна.
Став доминиканским монахом, был отправлен своими настоятелями в Америку, где посвятил свою жизнь миссионерской деятельности среди индейцев. Он изучил язык чибча — жителей королевства Новая Гранада (Колумбия), и опубликовал грамматику этого языка под таким названием «Gramatica de la lengua general del nuevo reyno de Granada, llamada Mosca» (Мадрид, 1629).
К концу жизни он удалился в монастырь в Санта-Фе (Нью-Мехико).

## Произведения
- Gramatica de la lengua general del nuevo reyno de Granada, llamada Mosca, 1629

Пинело в своей «Bibliotheca» к его работам относит также:
- «Confession» — на диалекте муисков.